# 교모
교모(橋瑁, ? ~ 190년)는 후한 말기의 관료로, 자는 원위(元偉)이며 예주 양국 수양현(睢陽縣) 사람이다. 태위 교현의 족자이다.

## 생애
이전에 연주자사를 지냈으며, 위엄과 온정을 겸비한 인물이었다. 이후 동군태수가 되었다.
영한 원년(189년), 대장군 하진은 환관과 대립하면서 각지의 군세를 불러들였는데, 이때 교모 또한 부름을 받아 성고(成皋)에 주둔하였다.
하진과 환관이 공멸하고 동탁이 정권을 장악하자, 교모는 삼공의 공문을 날조하여 동탁에 대항하여 거병할 것을 호소하는 격문을 돌렸다. 초평 원년(190년), 관동(關東)의 제후들이 동탁에 대항하여 거병하였다(반동탁연합). 연합에서는 원소를 맹주로 추대하였으나, 동탁이 장안으로 천도한 후 진전이 없었으며 교모는 장막·원유·포신·조조와 함께 산조(酸棗)에 주둔하였다. 조조는 산조에 주둔한 제후들이 연회를 즐기며 동탁에게 적극적으로 대항하지 않자, 진군 계획을 세우고 출진하려 하였으나 제후들은 응하지 않았다. 결국 산조의 군세는 군량이 다하여 물러났고, 교모는 유대와 대립하다가 살해당하였다.

## 《삼국지연의》 속 교모
격문을 교모가 아니라 조조가 돌린 것으로 설정되어 있으며, 교모가 유대와 다툰 이유는 군량 때문인 것으로 되어있다.

## 같이 보기
- 삼국지 인물 목록